# Multipulchroppia siamensis
Multipulchroppia siamensis är en kvalsterart som först beskrevs av Suzuki 1976.  Multipulchroppia siamensis ingår i släktet Multipulchroppia och familjen Oppiidae. Inga underarter finns listade i Catalogue of Life.